# Lovely (single)
Lovely is een nummer van de Amerikaanse zangers Billie Eilish en Khalid. Darkroom en Interscope Records brachten het uit als de leadsingle van de soundtrack van het tweede seizoen 'de Netflix -dramaserie 13 Reasons Why. De artiesten schreven het nummer samen met Eilish's broer en producer Finneas O'Connell. Het lied wordt omschreven als een chamber popballad waarvan de tekst gaat over Eilish en Khalid die samen proberen een zware depressie te boven te komen. Het nummer staat ook op de uitgebreide versie van Eilish's EP Don't Smile at Me.
Bij de release werd "Lovely" door muziekcritici zeer positief ontvangen. Het nummer bereikte de 64e plaats in de Amerikaanse Billboard Hot 100- hitlijst en stond in verschillende andere landen in de top 40. Hoewel het nummer slechts in Australië en Nieuw-Zeeland de top 5 behaalde, heeft het verschillende certificeringen gekregen, en is het het meest gestreamde nummer van beide artiesten. Eilish nam het nummer op in de setlist van haar When We All Fall Asleep Tour uit 2019 en haar Where Do We Go?-tour uit 2020 .